# Нечаев, Сергей Геннадиевич
Серге́й Генна́диевич Неча́ев (20 сентября [2 октября] 1847, с. Иваново Шуйского уезда Владимирской губернии — 21 ноября [3 декабря] 1882, Санкт-Петербург) — русский нигилист и революционер XIX века.
Один из первых представителей русского революционного активизма, лидер «Народной Расправы». Автор радикального «Катехизиса революционера». Осуждён за убийство студента Иванова. Умер в заключении (21 ноября) 3 декабря 1882 года.

## Биография

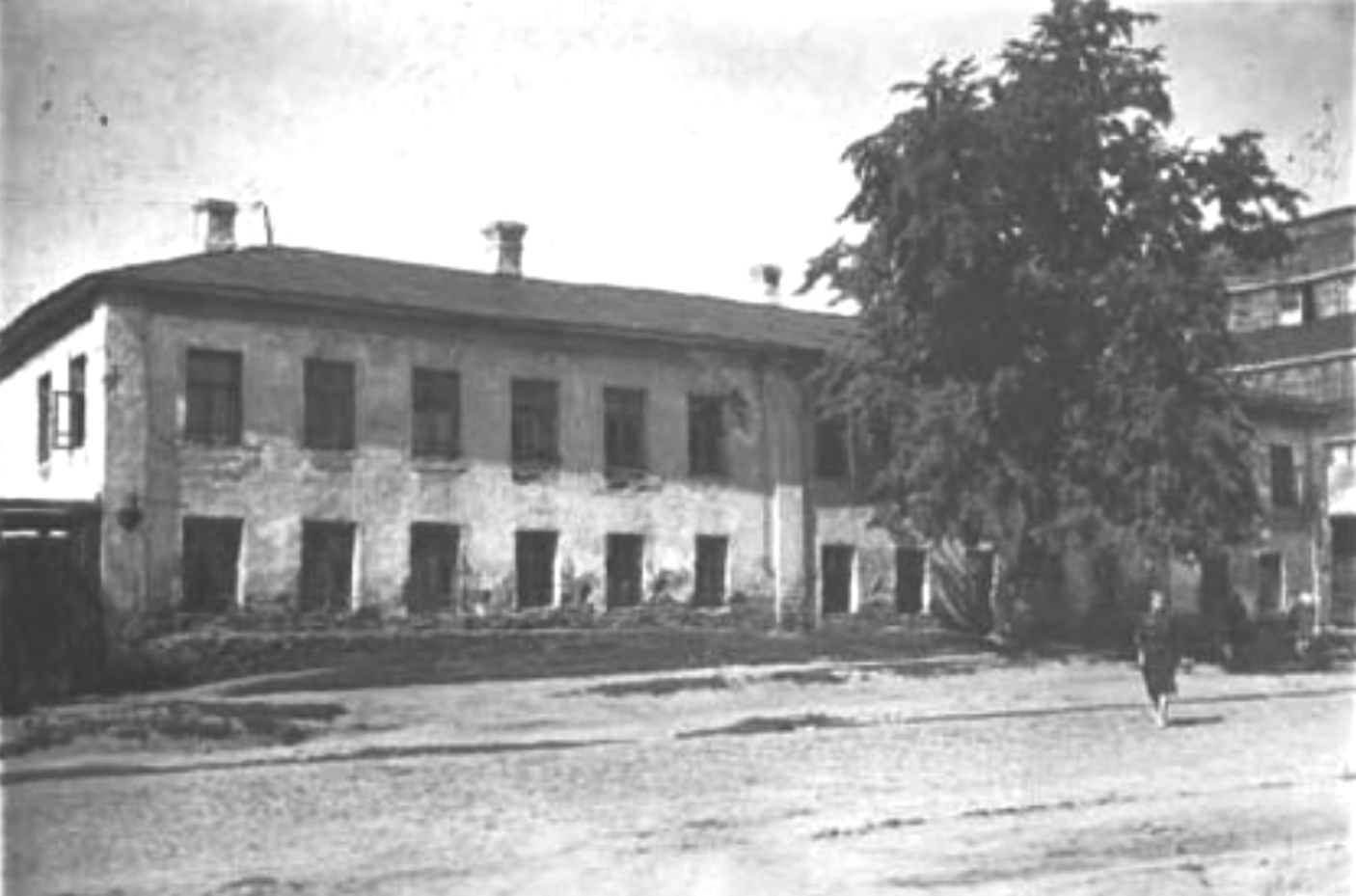
Дом, в котором Нечаев родился и жил до 1862 года. Сейчас здесь пл. Победы

Родился в селе Иваново Шуйского уезда Владимирской губернии (впоследствии: Иваново-Вознесенск; ныне: Иваново) 20 сентября (2 октября нового стиля) 1847 года.
Его отец — Геннадий Павлович Нечаев (р. 13 (25) января 1822), внебрачный сын помещика Петра Семёновича Епишкова и крепостной Фатины Алексеевой, получил фамилию Нечаев («нечаянный», «неожидаемый») а отчество — по крёстному отцу. По рождению — крепостной, был в 10-летнем возрасте продан отцом вместе со своей матерью помещику Кобликову. В 1834 году мать Геннадия получила вольную, её сын был зачислен в мещанское сословие. Впоследствии работал половым в шуйских и ивановских трактирах, после женитьбы помогал тестю-маляру в его мастерской расписывать дуги для упряжек, научился делать вывески, организовывал банкеты, свадьбы, званые обеды и прочие торжества.
Мать Сергея — Прасковья Петровна Литвинова родилась 25 июля (6 августа) 1826, по рождению крепостная (их семья выкупилась у помещика и перешла в мещанское сословие), была портнихой. Сергей был старшим ребёнком в семье, мать родила ещё двух дочерей, Фатину и Анну. Все дети жили в трёхкомнатном доме родителей матери в Иваново. Мать умерла, когда Сергею было восемь лет. Его отец женился во второй раз, и в их семье появилось ещё два сына.
Сергей помогал деду раскрашивать дуги, работал полотёром, в 9-10 лет был устроен «мальчиком на побегушках» в купеческой конторе, с 14 лет помогал отцу в обслуживании банкетов в качестве официанта. Его семья платила за хороших наставников, которые обучали Сергея латыни, немецкому, французскому, истории, математике и риторике. Утверждал о себе, что освоил самоучкой 6 классов гимназии.
Вошёл в кружок молодёжи, объединявшейся вокруг народного писателя и учителя Василия Дементьева, сблизился с будущим писателем Ф. Д. Нефёдовым.
В 1865 году в возрасте 18 лет переехал в Москву, где работал на историка Михаила Погодина (секретарём которого был в то время Дементьев), продолжал поддерживать контакты с ещё ранее перебравшимся в Москву Нефёдовым, пытался сдать экзамен на народного учителя, но безуспешно. Год спустя переехал в Санкт-Петербург, прошёл экзамен на учителя и начал преподавать в церковно-приходской школе (в Андреевском городском училище по адресу 7-я линия В. О., 20, при котором он также и проживал). С сентября 1868 года слушал лекции в Санкт-Петербургском университете (в качестве вольнослушателя, никогда не был зачислен) и познакомился с антиправительственной русской литературой декабристов, петрашевцев, Михаила Бакунина, Томаса Карлейля, Максимилиана Робеспьера, Гракха Бабёфа, Луи Блана, Никколо Макиавелли. Нечаев рассказывал, что спал на голых досках и жил на чёрном хлебе, в подражание Рахметову, аскету-революционеру из романа Н. Г. Чернышевского «Что делать?»
Вдохновлённый неудачной попыткой покушения на жизнь императора Дмитрием Каракозовым, принял участие в студенческом движении в 1868—1869 годах, руководя радикальным меньшинством вместе с Петром Ткачёвым и другими. Принял участие в разработке «Программы революционных действий», в которой социальная революция рассматривалась как конечная цель их движения. В программе также предлагались пути по созданию революционной организации и проведению подрывной деятельности.

## Нечаев в революционном движении и в анархизме
В 18 лет Сергей вступил в кружок анархистов (З. К. Арборе-Ралли, В. Н. Черкезов и Ф. В. Волховский) и либертарных социалистов (М. А. Натансон, Г. А. Лопатин и Л. Б. Гольденберг). Сотрудничество с Бакуниным в 1869 году привело к созданию «Катехизиса революционера», который породил много споров и расколов в движениях и в интернационале из-за оправдания любых средств борьбы наличием революционной цели. Показав себя преданным радикальным революционером, оказал глубокое влияние на революционное движение.
Беспощадный террор, подчинение средств цели стали орудием борьбы, набирающей масштабы, а «Катехизис» стал библией для ряда революционеров. Появился термин «нечаевщина». «Нечаевщина» оказалась настолько радикальным революционным движением с достижением цели любым способом, что вызвала отвращение во многих течениях и оказала влияние на репутацию анархизма, как течения с целью террора. «Нечаев не был продуктом нашего мира, он не был продуктом интеллигенции, среди нас он был чужим… Не взгляды, вынесенные им из соприкосновения с этой средой были подкладкой его революционной энергии, а жгучая ненависть и не против правительства только… а против баричей, богатых и бедных, консервативных, либеральных и радикальных. Даже к завлеченной им молодежи он если и не чувствовал ненависти, то, во всяком случае, не питал к ней ни малейшей симпатии, ни тени жалости и много презрения» (В. И. Засулич)
«Спасительной для народа может быть только та революция, которая уничтожит в корне всякую государственность и истребит все государственные традиции…»

## Эмиграция
Весной 1869 года распространил легенду о своём аресте и бегстве из Петропавловской крепости. После этого уехал в Швейцарию и, выдав себя за представителя Русского революционного комитета (никогда не существовавшего), в апреле вступил в отношения с Михаилом Бакуниным и Николаем Огарёвым, получил от последнего 10 000 франков (400 фунт. ст. из так называемого «Бахметьевского фонда», которым Огарев распоряжался совместно с Герценом, который от встречи с Нечаевым отказался), на которые было организовано издание серии прокламаций экстремистского содержания, авторам которых выступали Нечаев, Бакунин и Огарёв (в числе изданий был и «Катехизис революционера»).
В июле выехал в Россию. По дороге наладил связи среди болгарской эмиграции в Румынии, предпринял попытки создать ячейки тайного общества в Одессе.

## Общество народной расправы
В сентябре 1869 году вернулся в Москву и основал революционное «Общество народной расправы», имевшее отделения («пятёрки») в Петербурге, Москве и других городах; Нечаев стал лидером организации и членом фактически несуществующего центрального комитета. Дело мирной пропаганды, по его мнению, было кончено; приближается страшная революция, которая должна подготавливаться строго конспираторским способом; дисциплина должна быть полная.
Вместе с тем, необразованность и конспиративная неопытность Нечаева, его увлечённость канцелярщиной и диктаторские претензии привели к построению репресионно-неустойчивой организации: все члены организации постоянно писали отчёты о предпринятых и планируемых действиях, которые наравне с протоколами собраний хранились в нанятой квартире заместителя Нечаева Петра Успенского, вместе с общей кассой. Практически с момента создания организация «велась» Третьим отделением и Корпусом жандармов. На процессе обвиняемым даже не нужно было сознаваться: у следствия была вся оперативная информация.
«Революционер, — говорилось в принятом Нечаевым уставе („Катехизис революционера“), — человек обреченный; у него нет ни своих интересов, ни дел, ни чувств, ни привязанностей, ни собственности, ни имени. Он отказался от мирской науки, предоставляя её будущим поколениям. Он знает… только науку разрушения, для этого изучает… механику, химию, пожалуй медицину…. Он презирает общественное мнение, презирает и ненавидит… нынешнюю общественную нравственность». Организация имела собственный журнал.

## Процесс нечаевцев
Нечаев умел подчинять своему влиянию даже людей, значительно старше его самого (например, 40-летнего историка И. Г. Прыжова). Когда студент Иван Иванов проявил неповиновение воле Нечаева, последний решил устранить его, и 21 ноября 1869 года Иванов был убит в гроте Петровской академии (близ Москвы) самим Нечаевым, Успенским, Прыжовым, Кузнецовым и Николаевым.
Сам Нечаев успел бежать за границу, но его товарищи были найдены и преданы суду Санкт-Петербургской судебной палаты. Судились они в 1871 году не только за убийство, но и за образование революционного общества. К делу привлечено было 87 человек (в том числе В. И. Ковалевский, впоследствии товарищ министра финансов). Отчёты о судебных заседаниях регулярно публиковались в «Правительственном вестнике». Участники убийства Иванова приговорены к каторжным работам на разные сроки, другие обвиняемые — к более мягким наказаниям, некоторые (в том числе Ковалевский) оправданы.

## Вторая эмиграция
В эмиграции Нечаев в поисках денег вновь обратился к Огарёву и Герцену. Герцен встретился с ним и согласился с выдачей Нечаеву оставшейся части «Бахметьевского фонда», хоть его деятельность считал «положительно вредной и несвоевременной» (деньги эти Нечаев получил уже после смерти Герцена). Нечаев издавал за границей журнал «Народная Расправа», новые прокламации и возобновил издание «Колокола» совместно с Огарёвым (Бакунин по существу не принимал участия).
В своей программной статье «Главные основы будущего общественного строя» Нечаев поделился своим видением социалистической системы, которую Карл Маркс и Фридрих Энгельс позже назовут «казарменным коммунизмом».
После смерти Герцена в январе 1870 года Нечаев вместе с Бакуниным безуспешно попытался привлечь к изданию «Колокола» дочь Герцена Наталью. После того, как российское правительство обратилось к швейцарским властям с просьбой о выдаче Нечаева как уголовного преступника, Нечаев стал скрываться. Он признался в любви к Наталье Герцен и попросил её руки, но она ему отказала и старалась убедить Огарёва не иметь более никаких дел с Нечаевым. После того, как Наталья Герцен и другие эмигранты узнали от Германа Лопатина подробности убийства студента Иванова, с ним отношения практически всей русской эмиграции были разорваны. Как писала летом 1870 года Наталья Герцен, «…теперь Бакунин и даже Огарёв убеждены в том, что их надували, и прекратили все сношения с Нечаевым и его товарищами». Бакунин писал Огарёву о Нечаеве: «Нечего сказать, были мы дураками, и как бы Герцен над нами смеялся, если б был жив, и как бы он был прав, ругаясь над нами!».
Из Швейцарии он ненадолго отправился в Лондон, где пытался организовать издание нового журнала (сумел выпустить только один номер журнала «Община» в сентябре 1870, в котором, в частности, обращался с просьбой к Огарёву и Бакунину передать ему остатки «Бахметьевского фонда»). Оттуда перебрался в Париж, где прожил период Парижской коммуны (сведений о его участии в революционных событиях нет). После подавления коммуны скрывался в Цюрихе, где занимался разработкой политической программы партии, которую собирался организовать. Её целью должна была стать революция, создание «социал-демократической республики» в России и союза всех социал-демократических славянских государств. Земля, фабрики и заводы в таком государстве должны были принадлежать государству, которое распределяло бы их между сельскими общинами и рабочими ассоциациями. Организация работ, их регулирование, решение вопросов производительности или непроизводительности труда являлось бы прерогативой этого государства.

## Экстрадиция и суд
14 августа 1872 года он был арестован по наводке агента Третьего отделения, и цюрихский муниципальный совет проголосовал за его высылку как уголовного преступника.
Правительство Швейцарии выдало его России.
В 1873 году дело рассматривалось в московском окружном суде с участием присяжных. На суде Нечаев заявил, что не признаёт этого «шемякина суда», несколько раз выкрикнул: «Да здравствует Земский Собор», и отказался от защиты.
Признанный присяжными виновным в убийстве Иванова, он был приговорён к каторжным работам в рудниках на 20 лет.
В дальнейшем обязательство (какое?), принятое русским правительством при требовании выдачи Нечаева, исполнено не было: Нечаев не был послан в рудники, а посажен в Петропавловскую крепость, где с ним обращались не как с уголовным преступником, а как с политическим.
Лично для него был создан особо секретный режим. Ни он сам, ни кто иной не мог употреблять его имя, он значился как «№ 5».
Еженедельные бюллетени о его здоровье и времяпровождении в течение многих лет предоставлялись начальнику Третьего отделения.
В феврале 1876 года, после обращения к царю с просьбой о пересмотре дела и гласном судебном разбирательстве, у него были отобраны все письменные принадлежности и бумаги, наброски к нескольким романам, ряд беллетристических и публицистических работ.
После составления их обзора всё было сожжено, а сам узник, который бурно выражал протест, был переведён в другую камеру в ножных и ручных кандалах (ноги ему освободили через три месяца, а руки оставались закованными почти два года). Право пользоваться книгами ему вернули в 1880 году.

## Арестант Петропавловской крепости
В крепости Нечаев приобрёл, путём агитации, большое влияние на большинство караульных солдат, начавших считать его высокопоставленным человеком, и вступил через них в контакт с заключённым в ноябре 1880 года в крепость членом Исполнительного комитета и одним из организаторов «Народной Воли» Сергеем Ширяевым, а через него — с народовольцами, бывшими на свободе. А. И. Желябов от имени Исполкома «Народной Воли» предложил ему и Ширяеву выбор: или народовольцам устроить их побег из крепости, или продолжить подготовку покушения на царя, так как побег должен был вызвать настолько резкую правительственную реакцию, что покушение в ближайшее время становилось невозможным. Оба заключённых отказались от побега, не желая помешать успеху покушения.
С данным мнением не согласна Вера Фигнер. В своём «Запечатлённом труде» (т. 1, гл. 10, § 4) она пишет о выборе между покушением на Александра II и организацией побега Нечаева:

В литературе я встречала указание, будто Комитет предоставил Нечаеву самому решить, которое из двух дел поставить на первую очередь, и будто Нечаев высказался за покушение. Комитет не мог задавать подобного вопроса; он не мог приостановить приготовления на Малой Садовой и обречь их почти на неминуемое крушение. Он просто оповестил Нечаева о положении дел, и тот ответил, что, конечно, будет ждать.
Чистейший вымысел также рассказ Тихомирова, будто Желябов посетил остров равелина, был под окном Нечаева и говорил с ним. Этого не было, не могло быть. Желябову была предназначена ответственная роль в предполагавшемся покушении. Мина на Малой Садовой могла взорваться немного раньше или немного позже проезда экипажа государя. В таком случае на обоих концах улицы четыре метальщика должны были пустить в ход свои разрывные снаряды. Но если бы и снаряды дали промах, Желябов, вооружённый кинжалом, должен был кончить дело, а кончить его на этот раз мы решили во что бы то ни стало. Возможно ли, чтобы при таком плане Комитет позволил Желябову отправиться к равелину, не говоря уже о том, что провести его туда было вообще невозможно? И разве сам Желябов пошёл бы на такой бесцельный и безумный риск не только собой и своей ролью на Садовой, но и освобождением Нечаева? Никогда!

Нечаев советовал Желябову прибегать в революционных целях к приёмам распускания ложных слухов, к вымогательству денег и тому подобному, но Желябов не соглашался.
Заговор Нечаева был выдан властям народовольцем Леоном Мирским, также отбывавшим каторжный срок в Алексеевском равелине. В 1882 году солдат из гарнизона Петропавловской крепости судили за организацию сношений Нечаева с волей и приговорили к разным наказаниям. Вскоре после этого Нечаев умер в тюрьме от водянки, осложнённой цингой. Его тело было захоронено в районе станции Преображенская Николаевской железной дороги (точное место неизвестно).

## В литературе
- Нечаев послужил прототипом Петра Верховенского в романе Достоевского «Бесы»; сюжет убийства связан с убийством студента Иванова. О Нечаеве писатель также размышляет в [[Дневник писателя|Дневнике писателя.]]
- Нечаев — один из героев исторического романа Эдварда Радзинского «Князь. Записки стукача» (2013).
- Нечаев — один из героев романа нобелевского лауреата Дж. М. Кутзее «Осень в Петербурге»[англ.] (1994).

## Память
- С 1927 года до 1978 года одна из улиц Ива́нова (бывшая Пятницкая) носила имя Нечаева — одна из немногих в СССР, названная в его честь. На доме его семьи была открыта мемориальная доска[17]. Позже была переименована в улицу Варенцовой. На данный момент[когда?] имя С. Г. Нечаева носят улицы в Самаре (Нечаевская улица)[18] и Уфе[19].